# Bélgica nos Jogos Olímpicos de Verão de 1932
A Bélgica competiu nos Jogos Olímpicos de Verão de 1932 em Los Angeles, Estados Unidos da América.